# Legend of the Galactic Heroes
Legend of the Galactic Heroes (銀河英雄伝説 Ginga Eiyū Densetsu?) o Heldensagen vom Kosmosinsel por sus títulos oficiales en pantalla, es una serie de novelas tipo manga de ciencia ficción escritas por Yoshiki Tanaka e ilustradas por Naoyuki Kato (del primer al quinto volumen) y Yukihisa Kamoshita (del sexto al último volumen). Se realizó una adaptación de las novelas al anime que duró desde 1988 hasta 2000, así como un manga basado en las novelas, con el dibujo de Katsumi Michinara. También hay bastantes adaptaciones a videojuegos, siendo la más reciente realizada en el 2008 y tratándose de una simulación en tiempo real.
Localizada en algún lugar lejano del espacio, sobre el siglo XXXV (el siglo ocho de la "Era espacial"), Legend of the Galactic Heroes es la historia de una lucha épica entre el totalitario Imperio Galáctico y la democrática Alianza de Planetas Libres.
El título original japonés se traduce Literalmente como "La Leyenda de los Héroes Galácticos", aunque la serie en español suele traducirse como "La Leyenda de los Héroes de la Galaxia", normalmente es abreviado como Gin'eiden (銀英伝?) Gin Eiden en japonés, mientras que en inglés los fanes normalmente la abrevian como LOGH. La presentación de la serie presenta como título oficial "Heldensagen vom Kosmosinsel", que viene a ser una versión del alemán bajo la interpretación de los productores y cuya traducción sería "Leyendas de los héroes de la isla cósmica", dado que "Heldensagen" (leyendas de héroes) y "Kosmosinsel" (isla cósmica/galaxia) son palabras inventadas por la serie y por lo tanto no tienen una traducción exacta.

## Argumento
La historia se sitúa en un distante futuro de nuestra propia Galaxia, la Vía Láctea, aproximadamente en el siglo XXXV. Al contrario que en muchas otras historias de ciencia ficción, no hay civilizaciones alienígenas. Una parte de la galaxia está repleta de mundos terraformados habitados por seres humanos que viajan interestelarmente. Durante 150 años dos increíbles fuerzas espaciales han luchado intermitentemente una contra la otra: El Imperio Galáctico y la Alianza de Planetas Libres.
Dentro del Imperio Galáctico, basado en la Prusia del siglo XIX, un ambicioso genio militar, Reinhard von Lohengramm (antiguamente apellidado Müsel), asciende al poder. Su objetivo es el deseo de liberar a su hermana Annerose, que fue tomada por el Kaiser como su concubina. Más tarde, no sólo quiere terminar con la corrupta dinastía Goldenbaum que gobierna en el Imperio, sino también vencer a la Alianza de Planetas Libres y unificar a toda la galaxia bajo su control.
En la Flota Estelar de la Alianza de Planetas Libres hay otro genio, Yang Wen-li. Originalmente aspiraba a convertirse en un historiador a través de la academia militar, y se unió a la división táctica tan sólo con el fin de conseguir el dinero para la matrícula. Fue rápidamente promocionado a almirante gracias a su demostrada valía como estratega militar en numerosas batallas y conflictos decisivos. Se convierte en el archirrival de Reinhard, aunque ambos se respetan enormemente el uno al otro. Al contrario que Reinhard, es conocido por sus victorias desamparadas y en su capacidad para alcanzar objetivos aparentemente imposibles y en mitigar las bajas y los daños debidos a las operaciones militares.
Como historiador, Yang a menudo realiza precisas predicciones y narra la rica historia de su mundo y la comenta. Una de sus famosas citas es: "Hay pocas guerras entre el bien y el mal; la mayoría son entre un bien y otro bien".
Además de los dos héroes principales, la historia está repleta de intensos personajes e intrincadas tramas políticas. Todos los tipos de personajes, desde la alta nobleza, los almirantes y políticos, hasta los soldados comunes y los granjeros, se encuentran entrelazados en la historia. La historia a menudo salta de los héroes principales hasta soldados desconocidos que luchan por su vida en el campo de batalla.
Hay una tercera fuerza neutral normalmente aliada al Imperio Galáctica conocida como el Dominio Phezzan, un estado planetario (ciudad estado a escala galáctica), que comercia con ambas fuerzas combatientes. Hay también un culto Terraismico, que reclama que los humanos deberían regresar a la Tierra, y que va ganando fuerza por toda la galaxia. A lo largo de la historia, figuras políticas de los Phezzan, en acuerdo con la jerarquía superior del Culto Terraismico orquestan una serie de conspiraciones para cambiar el rumbo de la guerra galáctica con la finalidad de que favorezca a sus propios objetivos.

### Cronología
2039 - Ocurre la "Guerra de los Trece Días", un intercambio masivo de bombas nucleares entre las fuerzas que dominan la Tierra (identificados como los Estados Unidos de Euro-África y la Coalición del Norte), evento que destruye la mayoría de las ciudades principales. La población humana es reducida a sólo 1.000 millones.
2129 - Después de 90 años de caos, la Tierra se une bajo el "Gobierno de Unidad Terrestre" (GUT), que tiene su capital en Brisbane. Se funda el Ministerio del Espacio y comienza una nueva era de exploración espacial.
2166 - Se inicia lo que será una gigantesca instalación de investigación en Io. El Ministerio del Espacio construye sus cuarteles generales en Luna City, Luna.
2253 - Una nave a velocidad infra-lumínica es enviada a Alpha Centauri, esperándose su regreso en 20 años (lo que permite estimar su rapidez en casi un 44% de c).
2273 - La expedición a Alfa Centauri resulta un fracaso, habiéndose perdido todo rastro del paradero de la nave. La población humana alcanza los 4.000 millones y se han establecido asentamientos por todo el sistema solar, siendo los más importantes los de la Luna, Marte e Io.
2360 - La tecnología warp, y con ella el primer motor de velocidad supra-lumínica, son desarrollados por el doctor Antonel Yanosher y su equipo, pero dicho dispositivo solo sirve para viajar distancias cortas y acaba teniendo efectos nocivos en la salud humana.
2391 - Los sistemas warp son perfeccionados, permitiendo viajes interestelares seguros y eficientes.
2402 - Por primera vez se descubre un planeta extrasolar habitable, en la órbita de la estrella Canopus. Comienza la era de la colonización espacial.
2404 - Cuando la primera nave colonia es lanzada hacia Canopus, el GUT establece un "Departamento de Seguridad en la Navegación", que más tarde es conocido como el Departamento de Seguridad Pública.
2428 - Tras un enorme crecimiento, el Departamento de Seguridad Pública se reorganiza a sí mismo convirtiéndose formalmente en una armada bajo el nombre del "Cuerpo de Defensa Espacial".
2527 - El Congreso de la Humanidad del GUT organiza audiencias para discutir el presupuesto del Cuerpo de Defensa Espacial, y aborda los temores de que dicha institución se convierta en un tipo de nobleza militar.
2530 - La esfera de influencia del GUT alcanza los 84 años luz.
2580 - La esfera de influencia del GUT alcanza los 91 años luz.
2620 - La esfera de influencia del GUT alcanza los 94 años luz. Las reservas naturales de la Tierra finalmente están agotadas y ahora el planeta depende por completo del comercio con sus colonias para subsistir.
2680 - Los mundos coloniales organizan protestas contra el Congreso de la Humanidad con respecto a las disparidades industriales y económicas que existen entre la Tierra y las colonias.
2682 - Colonias descontentas se unen para luchar contra los impuestos, la intervención en la administración local, y su falta de representación proporcionada en el Congreso de la Humanidad que está organizado para asegurar que la Tierra tendrá siempre el voto decisivo. La Tierra responde intentando convertir Sirius en chivo expiatorio, acusándoles de extender la subversión como parte de un plan para tomar el mando.
2685: La denuncia de la Tierra a Sirius le convierte en el líder natural de las colonias disidentes. Establecen el "Congreso de Sirius" y comienzan a reunir poder militar.
2689: La Tierra ataca a Sirius VII (Rondolina) para suprimir a los disidentes. Las fuerzas de la Tierra comienzan a actuar indisciplinadamente, culminando en una masacre en la ciudad de Laglane.
2703: La falta de disciplina entre las fuerzas de la Tierra las lleva hasta una devastadora derrota a manos de la mucho más pequeña "Flota Negra" rebelde.
2704: La Flota Negra bloquea el Sistema Solar interior durante dos meses y luego ataca a la población hambrienta, matando a la mayoría de ellos.
2706: El líder de la revolución, Carl Palgrem, muere de un ataque al corazón. Los rebeldes se fragmentan en numerosas facciones que luchan por el control.
2801 (1. C.U.): Se forman la Federación Galáctica, centradas en Theoria, el segundo planeta de Aldebaran, y se adopta un nuevo calendario, comenzando el "Calendario Universal" en ese año.
2906 (106 C.U.). Con la finalidad de enfrentarse a la amenaza que va en aumento de piratas espaciales descendientes de los elementos de la guerra Sirius/Tierra que jamás se reintegraron en la civilización, la Federación autoriza la creación de un gran ejército para combatirles.
3088 (288 C.U.): un genio militar llamado Rudolph Von Goldenbaum lidera el ejército espacial de la Federación en la limpieza de los piratas renacientes, convirtiéndose en un héroe militar idealizado similar a Pompeyo o César.
3096 (296 C.U.): Rudolph Von Goldenbaum, habiendo alcanzado el rango de Almirante a los 28 años, se retira para tomar un asiento en el Parlamento, formando la Alianza de Reforma Nacional. El público se muestra entusiasta ante un líder que ha demostrado tener fuerza dado que la Federación se ha vuelto decadente y desordenada.
3110 (310 C.U.): El Presidente vitalicio Goldenbaum se declara a sí mismo Emperador de la Federación Galáctica, así como un nuevo calendario, el Calendario Imperial.
3120 (320 C.U., 9 C.I.): El Emperador Rudolph, declara la Ley de Exclusión de Genes Inferiores, que ordena la esterilización de los disminuidos y la ejecución de los enfermos mentales y termina con toda asistencia social hacia los pobres. Comienza a seleccionar "especímenes genéticamente superiores", siendo todos blancos y teniendo nombres Alemanes, para formar una aristocracia cuyos títulos les son entregados por Rudolph.
3151 (351 C.U., 42 C.I.): El Emperador Rudolph es sucedido por su nieto Sigismund, y estallan extensas rebeliones democráticas, que acaban siendo suprimidas. Mucha gente pierde su ciudadanía y se convierten en siervos, por ser familiares o asociados de los rebeldes ejecutados.
3273 (473 C.U., 164 C.I)
3327 (527 C.U., 218 C.I.): Los refugiados, viajando a más de 10.000 años luz para escapar del Imperio, llegan a un mundo habitable, nombrándolo Hienessen y deciden Fundar la Alianza de Planetas Libres desde ahí, reviviendo el Calendario Universal.
3440 (640 C.U., 331 C.I.): El Imperio descubre a la Alianza de Planetas Libres y comienza la guerra entre ellos.
3590 (799 C.U., 490 C.I.) Final de la guerra entre la Alianza y el Imperio. Coronación de Reinhard I von Lohengramm como el primer emperador del Nuevo Imperio Galáctico y de la dinastía Lohengramm.

## Adaptaciones al anime
La serie de anime se basa en las novelas. Su primera adaptación fue un OVA de 110 episodios de 25 minutos (divididos en 4 secciones). El primer episodio fue lanzado directamente en vídeo en diciembre de 1988, y el último en enero de 1997. Lo que la convierten en la serie de animación directa en vídeo más larga que jamás haya existido. Sin embargo, ha sido emitida en televisión muchas veces. Hay dos películas de una hora de duración, una de 90 minutos y dos series de historias paralelas (Gaiden), siendo todas precuelas de la serie de 110 episodios.
Por orden de publicación son:
1. Legend of Galactic Heroes: My Conquest is the Sea of Stars (Película, febrero de 1988)
2. Legend of the Galactic Heroes 1st season (diciembre de 1988 - 1990, 26 episodios)
3. Legend of the Galactic Heroes 2nd season (1991–1992, 28 episodios)
4. Legend of Galactic Heroes: Golden Wings (OVA, diciembre de 1992)
5. Legend of Galactic Heroes: Overture to a New War (Película, diciembre de 1993)
6. Legend of the Galactic Heroes 3rd season (1994–1995, 32 episodios)
7. Legend of the Galactic Heroes 4th season (1996–1997, 24 episodios)
8. Legend of the Galactic Heroes Side stories 1st season (OVA, 1998–1999, 24 episodios)
9. Legend of the Galactic Heroes Side stories 2nd season (OVA, 1999–2000, 28 episodios)
10. The Legend of the Galactic Heroes: Die Neue These Kaikō (anime, 2018, 12 episodios)
11. The Legend of the Galactic Heroes Die Neue These Seiran (anime, 2019, 12 episodios)

Esta serie está muy bien considerada en la mayoría de las páginas internacionales sobre anime o ciencia ficción. Por ejemplo, los usuarios de AnimeNewsNetwork la calificaron, en enero de 2012, con una valoración de 8.7 sobre 10, y se encontró en el puesto número 17 de los 50 mejor valorados animes de la página.

## Manga
La edición en Manga está guionizada por Katsumi Michihara, y se deriva de los dos primeros volúmenes de las novelas originales. La historia del manga es fiel al original, y posiblemente más fiel que el anime. Sin embargo, hay algunos cambios que deberían ser considerados como importantes. Por ejemplo, el género de algunos personajes se cambia. Akira Kasahara colabora dibujando las máquinas.

## Musical
La serie fue adaptada a un musical interpretado por actrices de la compañía Takarazuka Revue.

## Recepción y Legado
Legend of The Galactic Heroes ha recibido aclamación universal unánime de la crítica y ha sido considerada una genuina Obra Maestra del anime y la animación.[cita requerida] La serie ha sido elogiada por su trama, argumento, el desarrollo de los personajes y su historia, los conflictos filosóficos y políticos, además del magistral manejo combinar la política y la guerra en una obra de ficción.[cita requerida] La obra comúnmente suele ser considerado por críticos como "El mejor anime de la historia" y "Una de las mejores obras de animacion y ficcion que existen".[cita requerida]
Así también es comúnmente analizada por críticos y analistas debido a su enfoque realista de mostrar la guerra, siendo que en la obra nos muestran como viven la guerra los protagonistas, soldados, comandantes, nobles, o hasta gente que no esta interesada en la política o la guerra. Así como su excepcional forma de tocar y abarcar temas políticos combinando una "moralidad gris" entre ambos bandos (La Alianza de Planetas Libres y el Imperio Galáctico).
La serie ha recibido una calificación de 9.1 de 10 tanto en las páginas IMDb y Myanimelist.
A partir desde los inicios del internet y el surgimiento del anime en América, la serie ha sido considerada de culto, tanto dentro como fuera de Japón. Se cree que la fama de la serie ya se venia hecha a partir de la publicación de las novelas, pero el anime hizo que dicha fama se disparara. Así como fuera de Japón la serie fue traída a territorio extranjero impresionando a los amantes del anime de la época, generando un pequeño culto alrededor de la obra, así después, la obra sería más tarde reconocida mundialmente.